# Wyszanowo
Wyszanowo (niem. Wischen) – wieś w Polsce położona w województwie lubuskim, w powiecie międzyrzeckim, w gminie Międzyrzecz, na pograniczu Pojezierza Lubuskiego i Bruzdy Zbąszyńskiej.
Wieś duchowna, własność opata cystersów w Paradyżu pod koniec XVI wieku leżała w powiecie poznańskim województwa poznańskiego. W latach 1975–1998 miejscowość administracyjnie należała do województwa gorzowskiego.

## Lokalizacja, walory przyrodnicze
Wyszanowo położone jest przy lokalnej drodze łączącej Bukowiec z Międzyrzeczem, na północnej krawędzi Wału Bukowieckiego. Jest to lokalne wyniesienie moreny o wysokości do 134 m n.p.m., położone pomiędzy Wyszanowem a Lutolem Suchym. Wieś otoczona jest polami uprawnymi i leży w urozmaiconym terenie, bogatym w kępy drzew i krzewów. W otoczeniu osady znajdują się duże obszary leśne, kilka jezior i dwie niewielkie rzeki.
Na zachód od Wyszanowa w obniżeniu Paklicy i Gniłej Obry rozciąga się południkowo chroniony obszar Natura 2000 Dolina Leniwej Obry, zgłoszony do Komisji Europejskiej w 2004 r. Dolinę porastają lasy sosnowe, nad ciekami i jeziorami występuje grąd i buczyna niżowa. W 1972 r. fragment wielogatunkowego, podmokłego lasu o charakterze naturalnym objęto szczególną ochroną, tworząc rezerwat przyrody Czarna Droga.
Najbliższym zbiornikiem wodnym jest położone ok. 2,5 km na zachód od Wyszanowa jezioro Wyszanowskie, przez które przepływa rzeka Paklica. Jest to otoczony lasami i wysokimi brzegami akwen o pow. ok. 36 ha, połączony wąskim kanałem z sąsiednim jeziorem Bukowieckim.

## Historia
Osada o rodowodzie średniowiecznym wzmiankowana w XIII w. jako Wiszonow, gdy jej właścicielem był Sulisław syn Broda. Jego kuzyn, także Sulisław, syn Andrzeja wraz ze swoim bratem Boguszą sprzedał w 1256 r. część Wyszanowa (Wyszanowo Duże) cystersom z Paradyża. Wyszanowo Małe posiadał kapelan międzyrzecki Wrocław (Wrocisław), który w 1276 r. przekazał swoje działy klasztorowi. Proces przejmowania dóbr wyszanowskich przez cystersów zakończył się prawdopodobnie w 1382 r., gdy bracia Smolkowie zrezygnowali z pretensji do jakiejś części Wyszanowa. Tym samym konwent paradyski stał się właścicielem obszaru 2300 ha ziemi rolnej, lasów i łąk. W XV w. na gruntach Wyszanowa cystersi założyli wieś Stary Dwór.
Pochodzący z Niemiec cystersi prowadzili szeroko zakrojoną akcję osadniczą, która przyczyniła się do szybkiego wyparcia rdzennie polskiej ludności przez osadników niemieckich. 
Miejscowość znajdowała się w rękach zakonu przez ponad 500 lat, do 1810 r., gdy nastąpiła sekularyzacja majątku zakonu. Część ziemi ornej sprzedano chłopom, a z części utworzono dominium królewskie. W XIX w. we wsi powstał dwór otoczony niewielkim parkiem, wzniesiono też drewniany młyn wiatraczny. Po I wojnie światowej stowarzyszenie Stahlhelm wzniosło w centrum wsi pomnik upamiętniający niemieckich żołnierzy poległych w czasie wojen prowadzonych w 2. połowie XIX wieku i na początku XX w. W 1939 r. w Wyszanowie żyło 405 mieszkańców. 

## Kościół pw. św. Józefa w Wyszanowie

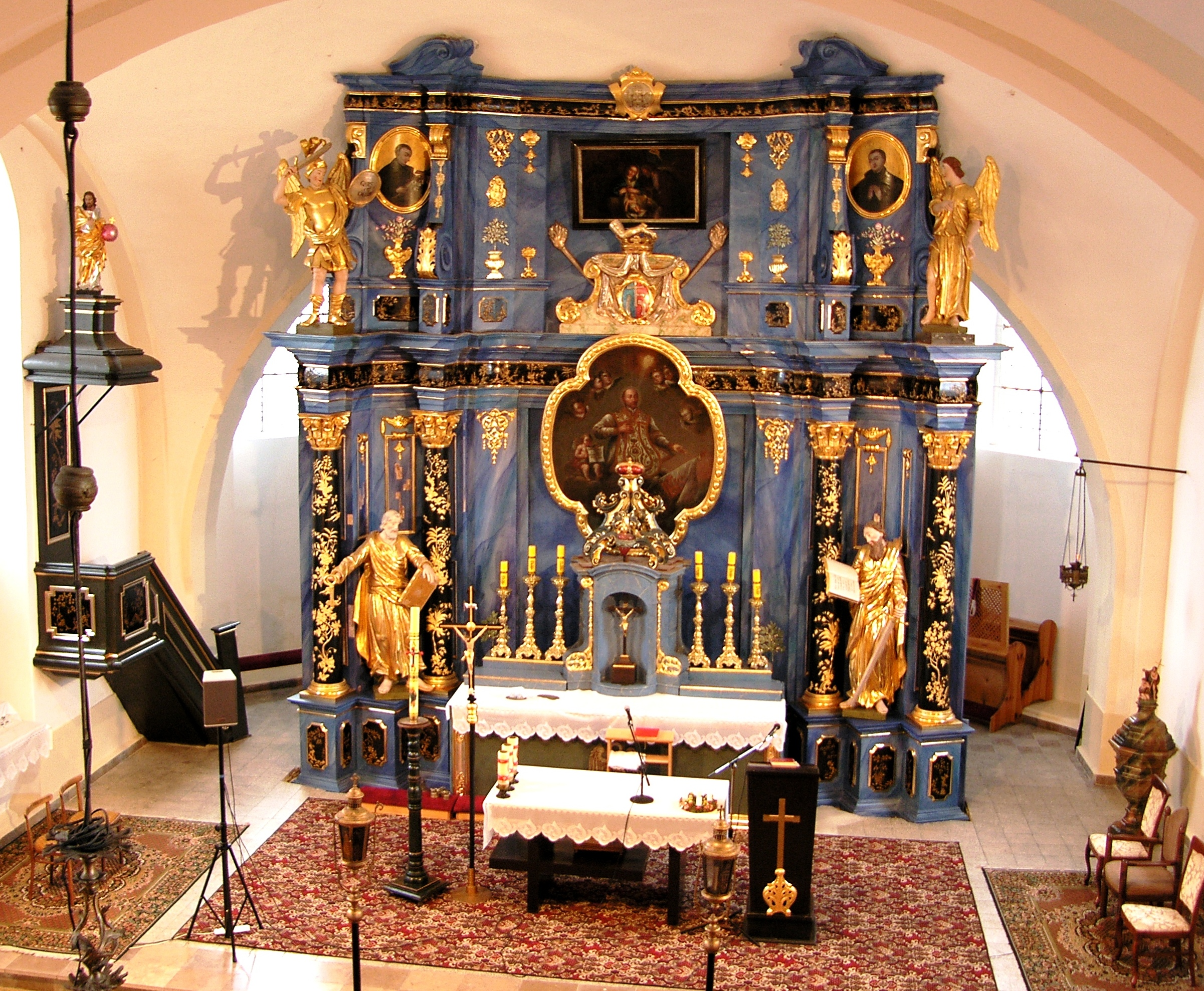
Wnętrze kościoła w Wyszanowie

Nie zachowały się żadne informacje na temat fundacji kościoła w Wyszanowie, prawdopodobnie miała ona miejsce w XV lub XVI w. Również nie wiadomo czy istniała tu kiedykolwiek samodzielna parafia, pewne jest jedynie włączenie miejscowości w 1603 r, do parafii w Starym Dworze.
Pierwsza wzmianka o świątyni we wsi pochodzi z 1640 r., gdy biskup Branecki opisał ją jako obiekt drewniany, pw. Bożego Ciała. Kościół uległ zniszczeniu lub został gruntownie przebudowany ok. 1697 r. Ta świątynia prawdopodobnie spłonęła, bo w 1738 wzmiankowana jest kolejna, tym razem w konstrukcji ryglowej. Kolejny pożar zniszczył ten obiekt i w 1732 r. wzniesiono następny, istniejący współcześnie, murowany kościół pw. św. Józefa.
Kościół w Wyszanowie jest budowlą orientowaną, murowaną, wzniesioną na planie prostokąta. Od wschodu posiada trójboczne prezbiterium i kwadratową wieżę od strony zachodniej. Fasady wieży i korpusu zdobi gzyms podokapowy, na elewacji wieży znajdują się pilastry zwieńczone bogato zdobionymi głowicami. Na południowej ścianie umieszczono zegar słoneczny z datą budowy budynku. Wnętrze nakryte jest sklepieniem żaglastym. Barokowe wyposażenie świątyni częściowo pochodzi z rozebranego w 1806 kościoła jezuickiego w Międzyrzeczu. Stanowi je ołtarz, obniżony, by mógł się zmieścić we wnętrzu, ambona, chrzcielnica i konfesjonał. Wyposażenie uzupełniają, stanowiące prawdopodobnie pierwotne wyposażenie świątyni, ołtarze boczne oraz empora muzyczna z organami, obrazy i ławki. Ponad wejściem jest nisza, w której znajdowała się XVIII-wieczna rzeźba Matki Boskiej z Dzieciątkiem (obecnie w kruchcie kościelnej).
Na wieży kościelnej wisi dzwon z 1986 roku, który odlano wykorzystując stary, uszkodzony instrument średniowieczny. Wokół budynku rośnie cenny drzewostan lipowy z jednym okazem pomnikowym. Całość otacza kamienny mur z przełomu XVIII i XIX w., który ogradzał funkcjonujący w tym miejscu cmentarz.

## Zabytki
Do wojewódzkiego rejestru zabytków wpisany jest:
- kościół filialny pod wezwaniem św. Józefa, barokowy z 1792 roku

inne zabytki:
- zespół pałacowo-folwarczny z XIX wieku,
- trzy kapliczki przy drogach wychodzących ze wsi, dwie neogotyckie i jedna neoklasycystyczna.

## Zobacz też

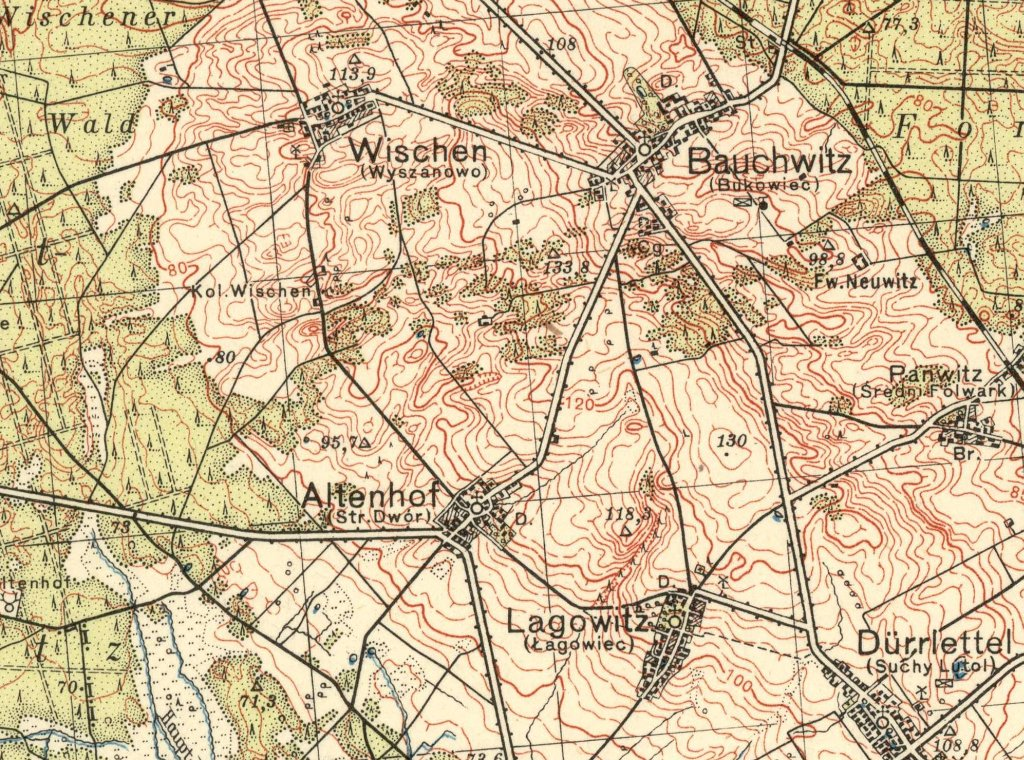
Mapa okolic Wyszanowa z 1936 r.